# David Beattie
David Stuart Beattie (ur. 29 lutego 1924 r. w Sydney, Australia – zm. 4 lutego 2001 r.), prawnik nowozelandzki, polityk, gubernator generalny.
Studiował w Auckland University College (ukończył studia w 1948); służył w armii nowozelandzkiej podczas II wojny światowej. Po wojnie prowadził praktykę adwokacką, w 1969 został mianowany sędzią Sądu Najwyższego.
W latach 1980–1985 sprawował urząd gubernatora generalnego Nowej Zelandii.
Był przewodniczącym wielu organizacji, m.in. Stowarzyszenia Przemysłu Mięsnego, Komitetu Olimpijskiego Nowej Zelandii oraz Stowarzyszenia Igrzysk Wspólnoty Brytyjskiej. W latach 1967–1969 kanclerz anglikańskiej diecezji Auckland.

Herb Sir Davida jako szlachcica